# Château de Przemyśl
Le Château de Przemyśl (polonais : Zamek Kazimierzowski w Przemyślu) est un château fort situé dans l'arrondissement de Basses Carpates à Przemyśl.

## Histoire
Il fut construit par Casimir III le Grand et est ainsi appelé château Casimir.

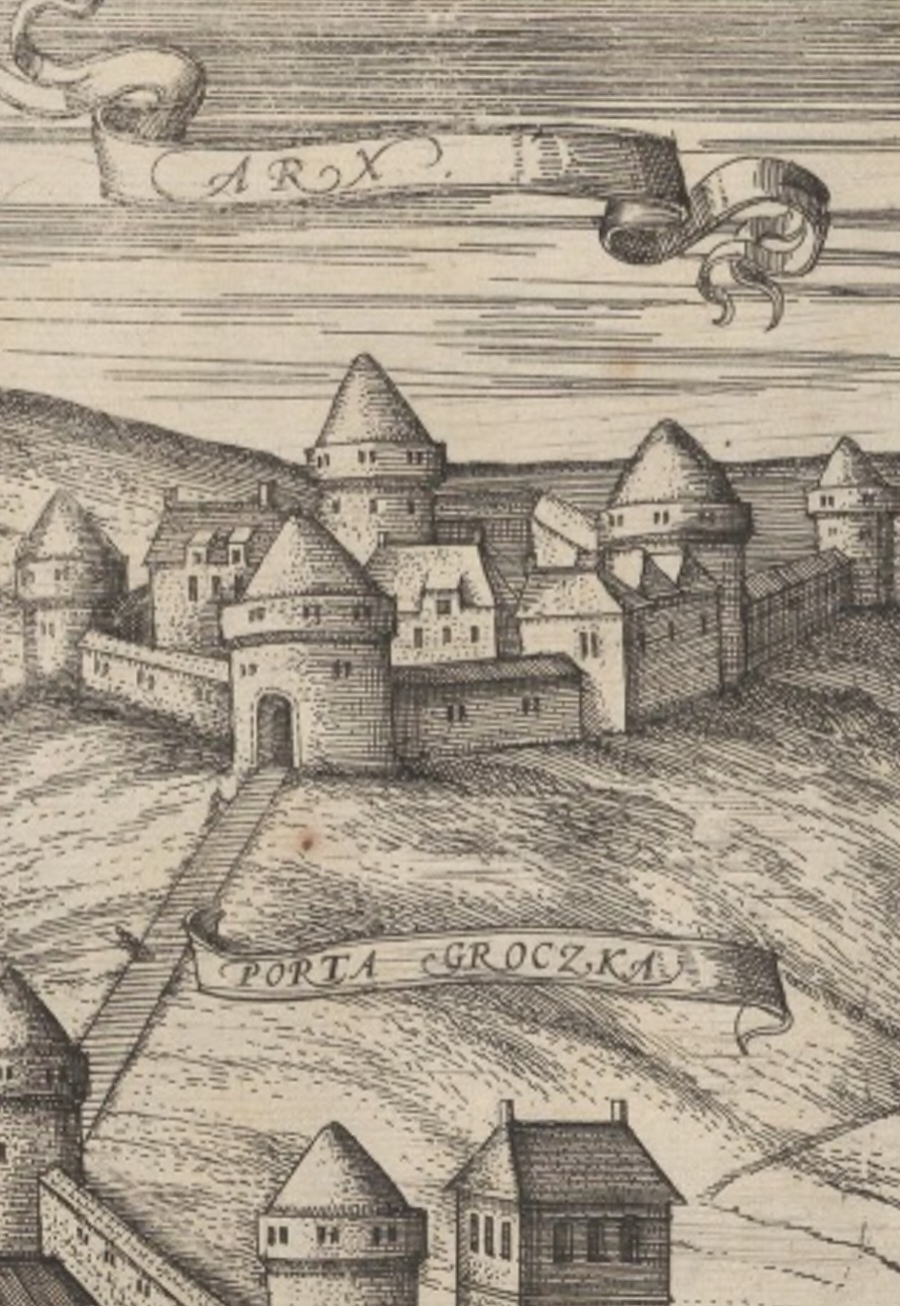
Vers 1616.
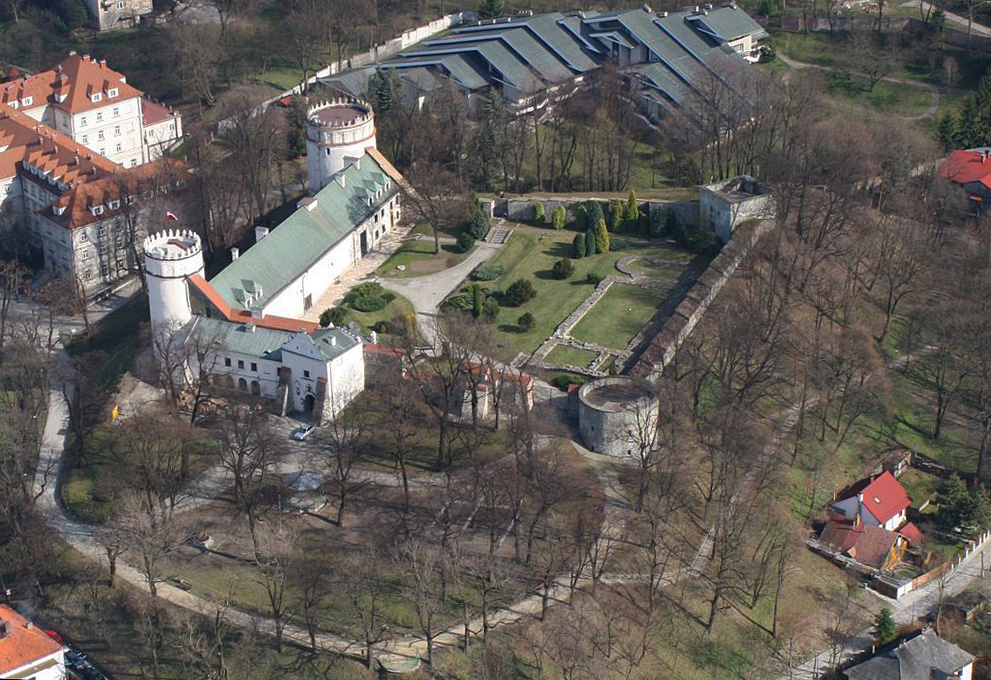
Son palais en L.
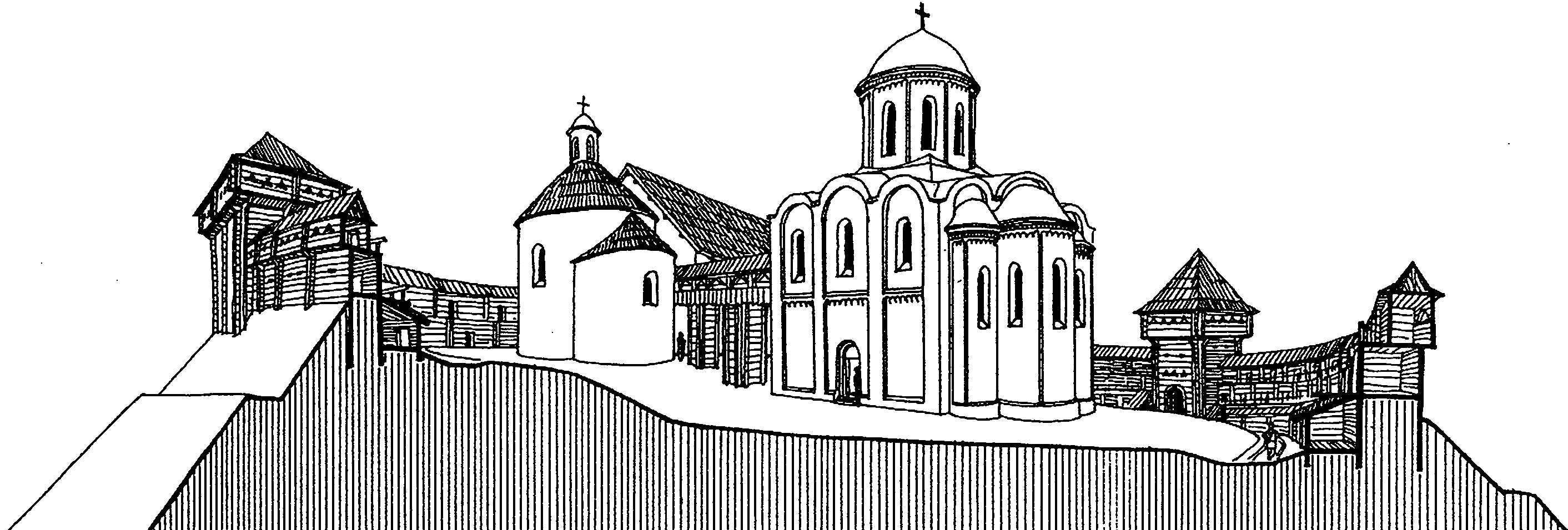
avec son église st-Jean au XIIe siècle.